# Forcepimenia protecta
Forcepimenia protecta is een Solenogastressoort uit de familie van de Pruvotinidae. De wetenschappelijke naam van de soort is voor het eerst geldig gepubliceerd in 1969 door Salvini-Plawen.